# FAKTuell

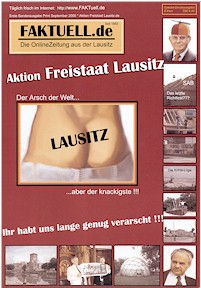
Einmalige Printausgabe

FAKTuell war eine deutsche Onlinezeitung, die 1982 als CWL-Magazin (Christoph Walter Lenz Magazin) in Btx (Bildschirmtext) gestartet wurde und seit 1996 im Internet bestand.
Die Redaktion bestand anfangs ausschließlich aus Christoph Walter Lenz (auch DerPoet, Christopher Ray, Anna und diverse weitere Pseudonyme). Seit 1998 werden Interviews und O-Töne als Streams veröffentlicht. 1999 stoß Monika Berger-Lenz, die vierte Ehefrau von Christoph Walter Lenz, hinzu und erweiterte das Verlagsangebot um die Sparte Bücher (Monis Schmökerecke).
Der Zeitungsbetrieb wurde Ende 2013 eingestellt, nachdem Christoph Walter Lenz im Dezember 2013 verstarb.

## Redaktion und Inhalt
FAKTuell verstand sich als links-liberal, unabhängig und überparteilich. Faktuell propagierte die Einführung eines leistungsunabhängigen Bürgergehalts, wie es von Chefredakteur Christoph Walter Lenz 2002 erstmals mit den offiziellen Zahlen deutscher Ämter und Behörden konzipiert wurde.
Hauptthemen/Rubriken:
- Lokales
- Wib-Weltnachrichten
- Hintergrund
- Nestbeschmutzer.

Rubriken mit eigener Domain:
- DieSchmoekerecke: Rezensionen und Interviews
- LausitzAnwalt: Rechtsdatenbank und aktuelle Urteile
- Arschkriecher: Satire
- Zeitgerecht: Bürgergehalt
- Ohrensache: Podcast.

## Inhalte
Seit 1999 werden sämtliche Beiträge und Nachrichten online vorgehalten. Seit 2005 gibt es einen Podcast-Service.
Spezielle Aktionen:
- 2000 initiierte FAKTuell zusammen mit dem Görlitzer Landgerichtspräsidenten Krattinger, der Görlitzer Staatsanwaltschaft und diversen Richtern und Anwälten einen virtuellen Mordprozess, um der Bevölkerung die Mechanismen der Rechtsprechung nahezubringen. Ein regionaler Radiosender und ein privater Fernsehsender übertrugen den Prozess aus dem Gerichtssaal.
- 2001 gestaltete FAKTuell im Rahmen der Aktion Freistaat Lausitz sechs Live-Sendungen im Regional-Radiosender Lausitz 107.6, bei dem Monika Berger-Lenz als Redakteurin angestellt war – jeweils freitags von 20:00 bis 24:00 trafen sich Bürger und Politiker aller Parteien bei Musik und Live-Gesprächen zur Situation der Lausitz im Jugendklub Holz in Niesky.
- Zur Landratswahl 2001 in der Oberlausitz führten die die Kandidaten aller Parteien ein öffentliches Tagebuch auf FAKTuell.de
- Gegen kommerzielle Urheberrechtsverletzungen klagte FAKTuell 2000 erfolgreich wegen Contentnapping gegen den Portal-Anbieter clickfish, der fremden Content in Werbeframes eingebunden hatte. Clickfish wurde von der internationalen Kanzlei Andersen Legal vertreten, die später im Rahmen des Enron-Skandals aufgelöst wurde. 2001 musste clickfish Insolvenz anmelden, FAKTuell blieb auf den Kosten sitzen.

Dem Vorwurf aus der Branche, sich als Nestbeschmutzer zu betätigen, entgegnete FAKTuell mit einer gleichnamigen Rubrik, in der man sich vorrangig mit Medienmanipulation und Hofberichterstattung beschäftigt.
FAKTuell dokumentiert häufig umstrittene Außenseiterthemen und -meinungen, wie z. B. den Stelzer-Motor oder Stefan Lankas Impfkritik und Virenthese. Dabei positionieren sich die Autoren meist eindeutig. Kommentare und Meinungen der einzelnen Redakteure wurden dabei stets unter namentlicher Kennzeichnung und Verantwortung veröffentlicht. Hinter diversen Pseudonymen steckte jedoch ein und dieselbe Person – Christoph Walter Lenz.
Interviews, z. B. mit Scheibenweltschöpfer Terry Pratchett und der tödlich verunglückten Musikerin Melanie Thornton, sind seit 1999 mit Real-Streams und Originaltönen frei zugänglich.